# Wechseltextanzeige

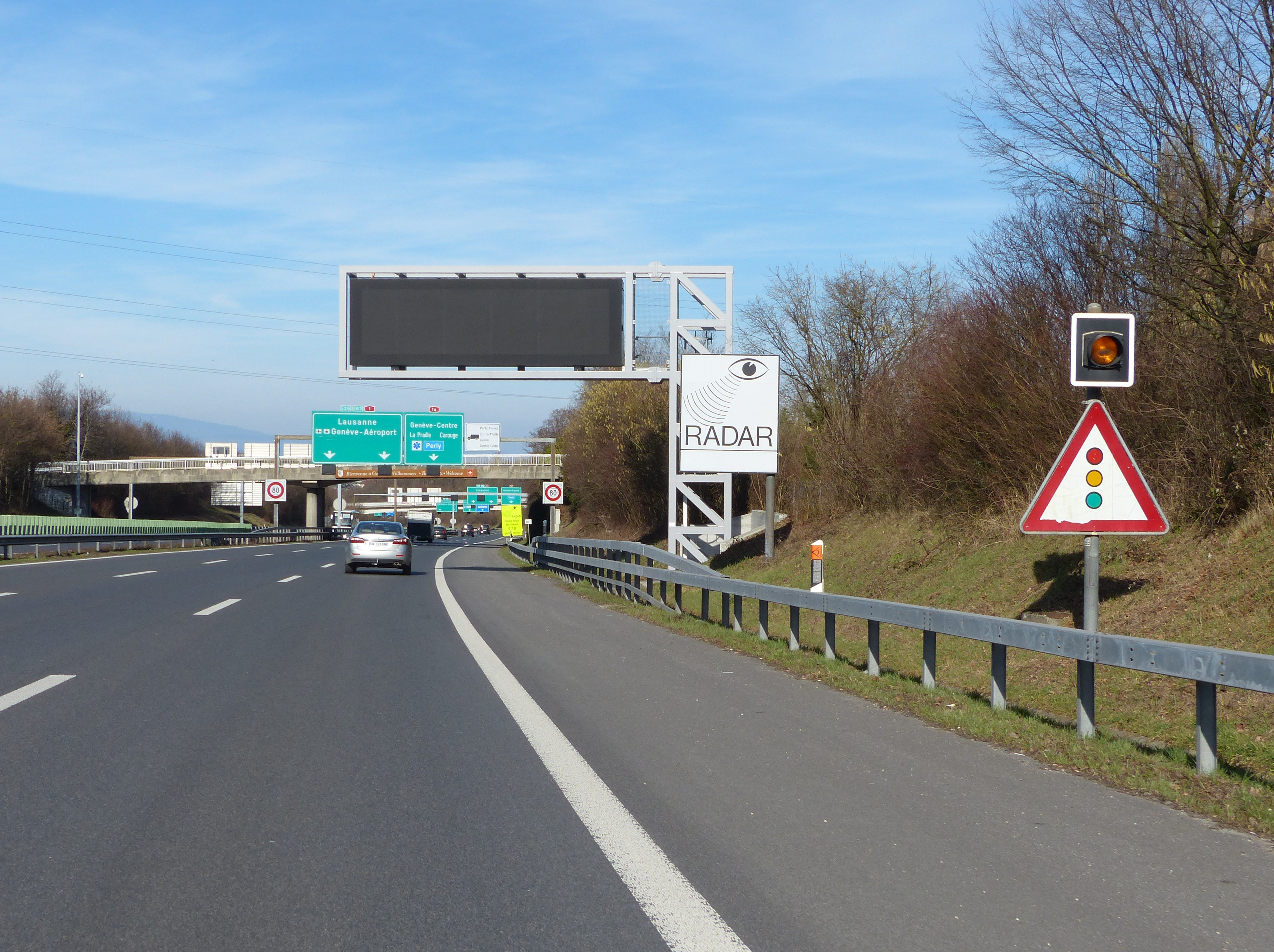
Inaktive Wechseltextanzeige

Die Wechseltextanzeige (WTA) ist ein Instrument für das Verkehrsmanagement, das von der Astra, dem Schweizer Bundesamt für Strassen, betrieben wird.
Mit der Wechseltextanzeige werden Strassenverkehrsteilnehmer mit Hilfe von Texten, Piktogrammen oder Signalen auf Ereignisse zum Verkehr in örtlich vorauslaufenden Gebieten hingewiesen. Weiter können mittels Wechseltextanzeigen Hinweise zur Unfallprävention durchgegeben werden.

## Technik
Neu zu errichtende Wechseltextanzeigen bestehen aus vollfarbigen Matrixanzeigen, wobei jeder Lichtpunkt (Pixel) einzeln ansteuerbar ist. Grundsätzlich sind die Anforderungen aus EN 12966 zu erfüllen. Ältere Wechseltextanzeigen können diesbezüglich limitiert sein. 
Die Schnittstelle zur Datenübertragung ist schweizweit genormt, es wird TLS über TCP/IP verwendet. Gesteuert werden die Inhalte durch das Verkehrsmanagement Schweiz, eine Untereinheit der Astra.

## Inhalte
Die Verteilung der Inhalte ist vorgegeben. Sofern eine Signalisation gemäss SSV verwendet wird, so hat sie sich links zu befinden. Rechts erscheint der Informationstext. Je nach Botschaft gilt dabei folgendes:
VerkehrsmanagementBei einem Störungsfall wird nebst der passenden Signalisation (Stau usw.) auf das Ereignisort sowie die Entfernung zum Ereignisort hingewiesen (z. B. A1 Limmattal, 3 km Stau). Ist mit Zeitverlusten zu rechnen, so kann dieser angezeigt werden. Wird eine Umleitungsroute empfohlen, so wird diese angegeben (z. B. A2 Lopper, Stau, 30 Min Zeitverlust, Gotthard via A14 -> Schwyz).
VerkehrssicherheitBei Hinweisen wird nebst einem Gefahrensignal die Art der Gefahr angegeben (z. B. Falschfahrer, Véhicule à contresens, Eisglätte usw.).
Ortsspezifische oder allgemeine VerkehrsinformationenBei Veranstaltungen usw. kann auf diese hingewiesen werden (z. B. welche Ausfahrt zu nehmen ist, um zur Veranstaltung zu gelangen, z. B. Fussballmatch via 37 Wankdorf).
Präventive VerkehrssicherheitshinweiseHierbei werden keine Piktogramme oder Signale dargestellt, einzig ein Text (z. B. Müde? Mach mal Pause.)
Nationale InformationenIm Rahmen von Entführungsalarmsystemen können entsprechende Anzeigen zugeschaltet werden (z. B. Entführung – Meldung auf Radio SRF)
Im Ruhezustand wird die aktuelle Zeit in digitaler Form angezeigt.